# Dear… (dreamのアルバム)
『Dear…』（ディア）は、女性3人組音楽ユニット dream（現Dream）の1枚目のアルバム。レーベルはavex trax。2001年2月28日発売。

## 概要
- デビューから1年2ヵ月を経て発表されたdream初のオリジナルアルバム。
- 初回特典はスリーブケース入りトレカ（全4種のうち1枚をランダム封入）、期間限定サイトへのアクセス権、ライブチケットの先行予約チラシ。
- 当時dreamのプロデュースを手がけていたMAX松浦によると、コンセプトは「（浜崎あゆみの1枚目のアルバム）『A Song for ××』以上のものをつくる」であり、シングル曲候補として「ここ一番の勝負に使おう」とストックしておいた楽曲を全てこのアルバムに投入したという。
- 全17曲のうち、シングル表題曲とカップリング曲が11曲を占めるベストアルバム的な内容となっている。
- 両A面として発売された2枚目のシングル『Heart on Wave/Breakin' out』収録の「Breakin' out」は収録されていない。

## 収録曲
1. Pieces Of A Dream
作曲：五十嵐充
2. Believe in you
作詞：松室麻衣、作曲：五十嵐充
7thシングル。リカットシングルとしてこのアルバムと同時発売
3. FREE AS THE WIND
作詞：橘佳奈、作曲：長尾大、多胡邦夫、米田浩徳
橘佳奈が初めて作詞に挑戦した曲
4. Movin' on
作詞：海老根祐子、作曲：桑原秀明、編曲：菊地圭介
1stシングル。ライブでは必ず歌われる定番曲
5. Start me up
作詞：海老根祐子、作曲：桑原秀明、編曲：菊地圭介
3rdシングルカップリング
6. reality
作詞：松室麻衣、作曲：大谷靖夫、編曲：五十嵐充
4thシングル
7. access to love
作詞：海老根祐子、作曲：菊池一仁、編曲：菊地圭介
1stシングルカップリング。カップリングではあるがショートバージョンのビデオクリップが作られている。
8. sincerely
作詞：松室麻衣、作曲：菊池一仁
9. Private wars
作詞：海老根祐子、作曲：D・A・I　編曲：菊地圭介
3rdシングル
10. send a little love
作詞：松室麻衣、作曲：桑原秀明、編曲：D-Z
4thシングルカップリング
11. My will
作詞：松室麻衣、作曲：大谷靖夫、編曲：菊地圭介
6thシングル。dreamとしては最もヒットした曲
12. ‘カトレア’
作詞：松室麻衣、作曲：菊池一仁、編曲：渡辺未来
13. NIGHT OF FIRE（EURO MIX）
日本語作詞：松室麻衣　作曲：A.LEONARDI
5thシングル
14. brave
作詞：松室麻衣、作曲：中村頼人、編曲：HΛL
15. 君といた空
作詞：長谷部優、作曲：五十嵐充
長谷部優が初めて作詞に挑戦した曲
16. w・h・y
作詞：松室麻衣、作曲：桑原秀明、編曲：HΛL
6thシングルカップリング
17. Heart on Wave
作詞：海老根祐子、作曲・編曲：菊池一仁
2ndシングル